# Bon-Encontre
Bon-Encontre is een gemeente in het Franse departement Lot-et-Garonne (regio Nouvelle-Aquitaine). De plaats maakt deel uit van het arrondissement Agen. De gemeente telde 6.386 inwoners op 1 januari 2022.

## Geschiedenis
In de gemeente zijn resten van een Romeinse villa met mozaïeken gevonden.
De plaats is ontstaan als Pau. In de schaduw van Agen, op de heuvel Coteau de Castillou, werd een fort gebouwd. Richard Leeuwenhart liet dit fort in 1175 afbreken.
Vanaf de 16e eeuw werd het een regionaal bekend bedevaartsoord rond een Mariabeeld. Dit beeld zou volgens de legende door een jonge herder zijn gevonden nadat hij een van zijn runderen voor het beeld zag buigen. In 1607 liet de voormalige koningin Margaretha van Valois een kapel bouwen op de plaats waar het Mariabeeld werd gevonden. De plaats nam de naam over van de Marialegende en werd Bon-Encontre ("mooie ontmoeting"). In de 19e eeuw verving een basiliek de 17e-eeuwse kapel en in 1891 werd een 16,5 meter hoog Mariabeeld gebouw op een heuvel in de buurt.

## Geografie
De oppervlakte van Bon-Encontre bedroeg op 1 januari 2022 20,56 vierkante kilometer; de bevolkingsdichtheid was toen 310,6 inwoners per km². Het zuidwesten van de gemeente, rond het 19e-eeuwse Canal de Garonne, behoort tot het stedelijk gebied van Agen.
De onderstaande kaart toont de ligging van Bon-Encontre met de belangrijkste infrastructuur en aangrenzende gemeenten.

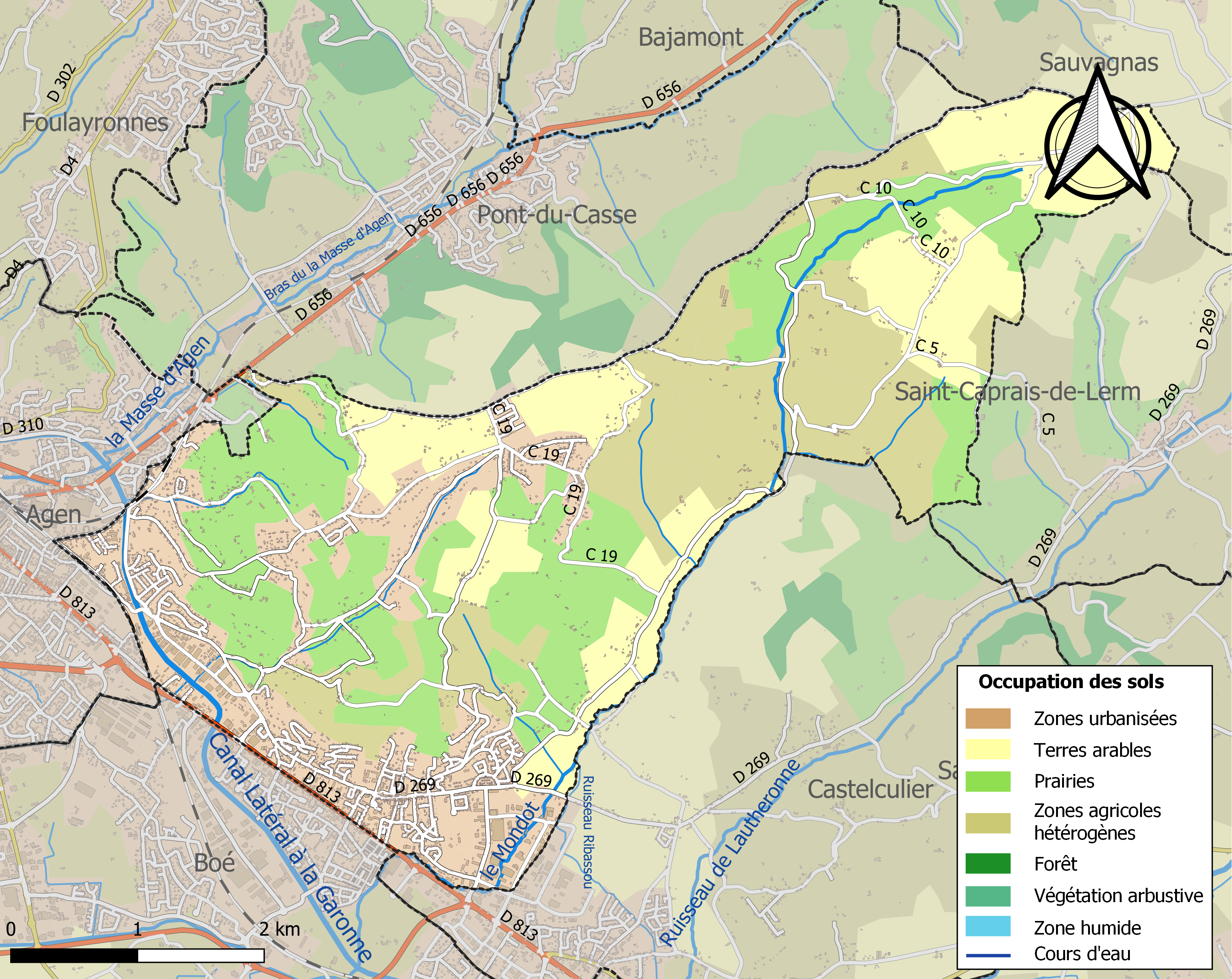

## Demografie
Onderstaande figuur toont het verloop van het inwonertal (bron: INSEE-tellingen).